# Gaylussacia mosieri
Gaylussacia mosieri är en ljungväxtart som beskrevs av John Kunkel Small. Gaylussacia mosieri ingår i släktet Gaylussacia och familjen ljungväxter. Inga underarter finns listade i Catalogue of Life.

## Bildgalleri

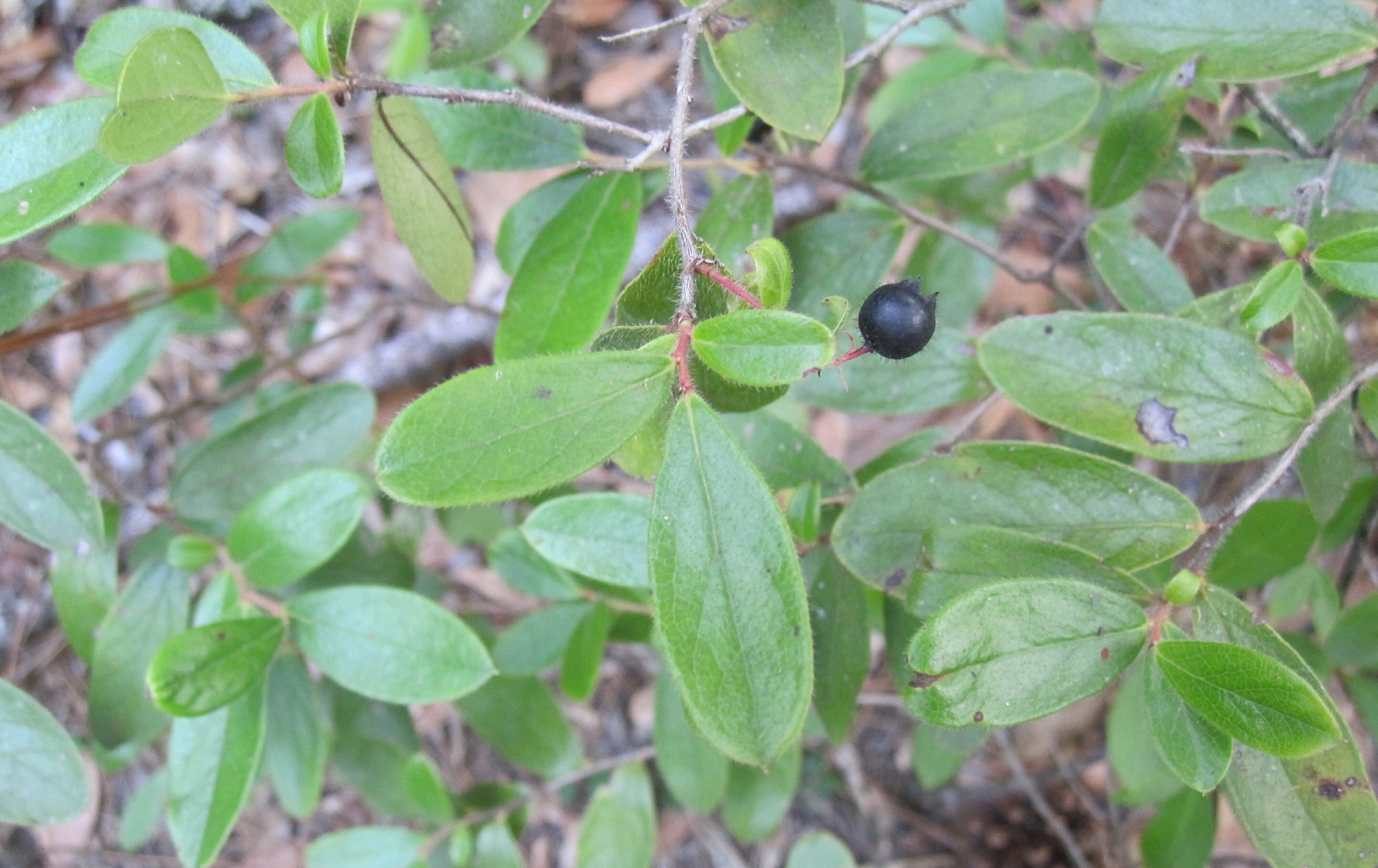